# Paulette Bourgeois
Paulette Bourgeois (Winnipeg, 20 luglio 1951) è una scrittrice canadese, nota soprattutto per aver creato Franklin the Turtle, il personaggio che appare nei libri illustrati dalla nativa di Toronto Brenda Clark. I libri hanno venduto più di 60 milioni di copie in tutto il mondo e sono stati tradotti in 38 lingue. Una serie televisiva animata, gadget, DVD e lungometraggi sono basati sul personaggio..

## Istruzione e inizio carriera
Nata a Winnipeg, Manitoba, Bourgeois si è laureata con una Bachelor of Science in Terapia occupazionale presso la University of Western Ontario nel 1974. È stata una terapista occupazionale psichiatrica per tre anni prima di decidere di concentrarsi sulla sua scrittura. Ha studiato giornalismo alla Carleton University, poi ha lavorato come reporter per Ottawa Citizen e CBC Television. È diventata giornalista freelance a Washington, contribuendo con articoli a Chatelaine, Canadian Living, Reader's Digest e Maclean's. Ritornò a Toronto nel 1983. Bourgeois si è laureata con un MFA in scrittura creativa presso l'Università della British Columbia nel 2009.

## Franklin
Dopo la nascita della sua prima figlia, Natalie, decise di scrivere un libro per bambini ispirato all'episodio della settima stagione di M*A*S*H intitolato C*A*V*E, dove Hawkeye Pierce ammette di essere claustrofobico e si rifiuta di entrare in una grotta, "Se fossi una tartaruga avrei paura del mio stesso guscio", spiegò. After Franklin in the Dark è stato illustrato da Brenda Clark e pubblicato nel 1986.
È anche autrice di Changes in You and Me, libri sull'adolescenza, Oma's Quilt è stato sviluppato come cortometraggio dal National Film Board of Canada, Big Sarah's Little Boots e altro ancora. Paulette ha anche scritto decine di libri di saggistica per bambini, tra cui la serie Amazing, la serie In My Neighbourhood, The Sun e The Moon. È stata editorialista per Homemaker's Magazine, ha scritto per Canadian Living, Chatelaine e Today's Parent. Ha fornito il concept e la ricerca iniziale per "The Bee Talker" trasmesso su The Natures of Things della CBC TV. Ha scritto tre episodi della serie di documentari TV, Creepy Canada, e ha appena terminato la sceneggiatura per un lungometraggio, Loving Mrs. Twiggy.
La Canadian Association of Occupational Therapists  ha chiesto a Bourgeois di scrivere un libro illustrato che spiegasse il lavoro degli ergoterapisti. You, Me and My OT è stato pubblicato nel 2009. Racconta la storia di Emma, una vivace ragazza affetta da paralisi cerebrale che partecipa alle attività quotidiane in classe.
Ha due figli adulti, Natalie e Gordon, e vive a Toronto, Ontario.

## Onorificenze
Nel 2003 è diventata membro dell'Ordine del Canada e nel 2007 ha ricevuto la laurea honoris causa in giurisprudenza dalla sua alma mater, l'Università di Western Ontario, e un premio al merito dalla Canadian Association of Occupational Therapists.

## Opere selezionate
- On Your Mark, Get Set ...: All About the Olympics Then and Now (1987)
- The Amazing Apple Book (1987)
- The Amazing Paper Books (1989)
- Starting with Space: The Sun (1995)
- Starting with Space: The Moon (1995)
- Oma's Quilt (2001)